# Наталия Гончарова (художничка)
Вижте пояснителната страница за други личности с името Наталия Гончарова.
Наталия Сергеевна Гончарова (на руски: Наталья Сергеевна Гончарова) е руска авангардна художничка, дизайнер, писател и илюстратор.

## Произход
Наталия Гончарова произхожда от аристократичния дворянски род Гончарови, потомци на Калужкия търговец Атанасий Абрамович – основател на Завода за платна. Ражда се в семейството на московския архитект Сергей Михайлович Гончаров (1862 – 1935) и съпругата му Екатерина Илинична (по баща Беляева). Дядо ѝ е волоколамският началник и колежки секретар Михаил Сергеевич Гончаров (1837 – 1867) – племенник на Наталия Николаевна Гончарова-Пушкина-Ланская. Бабата на Наталия Сергеевна Гончарова, Олга Львовна Чебишева (1836 – 1908) е сестра на известния математик Чебишев (Чебышев, Пафнутий Львович).

## Живот и творчество
Гончарова, заедно със съпруга си Михаил Ларионов развива районизма (лъчизма) – абстрактен кубизъм – направление в руското авангардно изкуство, основано върху смесването на спектри и абстрактни цветоусещания. През 1912 година заедно с групата „Синият ездач“ поставят в Мюнхен изложбата на руската художническа група „Опашката на магарето“ („Ослиный хвост“). Тя е замислена като умишлено скъсване с влиянието на европейското изкуство и създаване на независима руска школа на модерното изкуство. Въпреки това, влиянието на руския футуризъм силно се забелязва в по-късните рисунки на Гончарова. Първоначално тя се занимавала с иконопис и етнически руски фолклорен примитивизъм, Гончарова става известна в Русия с футуристичната си творба „Колоездачът“ и с по-късните си „районистки“ творби. Като лидери на московския Футуризъм Гончарова и съпругът ѝ организират заинтригуващи вечерни лекции в същия дух както италианските им колеги. Гончарова се занимава и с графичен дизайн – с написване и илюстриране на книга във футуристичен стил.
Гончарова е член на авангардистката група Синият ездач от основаването ѝ през 1911 г. През 1915 г. тя започва да проектира балетни костюми и комплекти в Женева. През 1915 г. тя започва работа по редица проекти – шестокрил серафим, ангел, Свети Андрей, Свети Марк, Рождество и други – за балет на име Литургия, поръчан от Сергей Дягилев, който не се реализира. Също включени в проекта, за който е поканен като композитор Игор Стравински, са Ларионов и Леонид Мясин
Гончарова се премества в Париж през 1921 г. където тя проектира костюми за пътуващата трупа „Руски балет“ (Ballets Russes) на руския импресарио Дягилев. Тя също участва в изложби в „Салон Д'Отом“ през 1921 г. и участва редовно в „Салон Дьо Тюйлери“ и „Салон Дез Индепендон“.
Между 1922 и 1926 Гончарова създава дизайни за бутика Мезон Мирбор на Мари Кутоли, намиращ се на Рю Венсан (Rue Vincent), в Париж. Нейните богато бродирани и апликирани дизайни за рокли са силно повлияни от руското народно изкуство, византийската мозайка и работата ѝ за трупата „Руски балет“.  Приема френско гражданство през 1939 година. Умира в Париж през 1962 г.

## Колекции
Творбите ѝ се намират в много световни галерии:
- Музей на модерното изкуство в Ню Йорк[4]
- Художествена галерия на Лос Ангелес каунти(Los Angeles County Museum of Art)[5]
- Новозеландския музей „Те Папа Тонгареуа“ (Te Papa Tongarewa)[6]
- Музеят „Тейт“ във Великобритания[7]
- В Израелския национален музей, [8]

## Галерия
- Стригане на овце (1907)
- Архангел Михаил (1910)
- Паун под ярко слънце (1911)
- Автопортрет (1907)
- Жени с гребла (1907)
- Хоровод (1910)
- Велосипедист (1913)
- Борци (1908 – 9)
- Ескиз на костюм (св. Андрей) за балета „Литургия“ (1915)
- Ескиз на костюм (св. Петър) за балета „Литургия“ (1915)
- Ескиз на костюм за балета „Литургия“ (1915)
- Ескиз на костюм за балета „Литургия“ (1915)

## Наследство
На 18 юни 2007 г. картината на Гончарова Бране на ябълки (1909) е продадена на търг в Кристис за 9,8 милиона щатски долара, поставяйки рекорд за творба на жена (художничка).
През ноември 2007 г. картината Сини камбани (1909) е продадена за 3.1 милиона лири ($ 6.2 милиона долара).
Рекордът ѝ е подобрен след година, когато натюрмортът Цветята (1912)  е продаден за $10,8 милиона долара.
Авторските права върху картините на Наталия Гончарова се упражняват от ADAGP, Paris.